# Cryptantha paysonii
Cryptantha paysonii là loài thực vật có hoa trong họ Mồ hôi. Loài này được (J.F.Macbr.) I.M.Johnst. mô tả khoa học đầu tiên năm 1961.